# Gabriel Batistuta
Gabriel Omar Batistuta (Reconquista, 1. veljače 1969.) bivši je argentinski nogometaš. S 56 postignutih pogodaka drugi je najbolji strijelac u povijesti argentinske reprezentacije. U karijeri je nastupao za tri argentinska i tri talijanska kluba, od kojih najdulje za Fiorentinu.

## Vanjske poveznice
- Gabriel Batistuta - službena internetska stranica
- GabrielBatistuta.net - stranica obožavatelja
- Midfield Dynamo's 10 Heroes of the Copa América Batistuta svrstan u najboljih 10
- Gabriel Batistuta  Arhivirana inačica izvorne stranice od 28. veljače 2008. (Wayback Machine) -Foto profil